# عالیه
عالیه یا آلیا (انگلیسی: Aaliyah زادهٔ ۱۶ ژانویهٔ ۱۹۷۹ – درگذشتهٔ ۲۵ اوتِ ۲۰۰۱) خواننده سبک پاپ، هنرپیشه و مدل آمریکایی بود.

## زندگی
عالیه با نام کامل «عالیه دانا هاوتون» (انگلیسی: Aaliyah Dana Haughton) در روز ۱۶ ژانویه ۱۹۷۹ (میلادی) در بخش بروکلین واقع در نیویورک سیتی به دنیا آمد. اصلیت وی از دیترویت، میشیگان می‌باشد. والدین عالیه، مایکل و دایان هاتون بودند. وی در سن پنج سالگی به همراه خانواده به شهر دیترویت نقل مکان کردند. عالیه تا سال ۲۰۰۰ (میلادی)، توانست ۳۱ میلیون از آثار خود را بفروشد.

## درگذشت
وی در روز ۲۵ اوت ۲۰۰۱ (میلادی) در مارش هاربور، جزایر آباکو، در کشور باهاما در اثر حادثه سقوط هواپیما در سن ۲۲ سالگی جان سپرد و پیکرش در نیویورک به خاک سپرده شد.

## آلبوم‌ها
- ۱۹۹۴ Age Ain't Nothing But A Number
- ۱۹۹۶ One In A Million
- ۲۰۰۱ Aaliyah

## فیلم‌ها
1. تمام این‌ها (۱۹۹۵; ۱۹۹۷)
2. رومئو باید بمیرد (۲۰۰۰)
3. ملکه نفرین‌شده (۲۰۰۲)